# 諾布爾縣 (印第安納州)
諾布爾县（英語：Noble County）是美國印第安納州東北部的一個縣。面積1,082平方公里。根據2010年美國人口普查，共有人口47,536人。縣治阿尔比恩（Albion）。
成立於1836年3月1日，以紀念代表本州的參議員詹姆斯·諾布爾。